# Saturnia tellus
(Virgilio, Georgiche, II 173)
Saturnia tellus (lett. "terra di Saturno"), nella religione romana, era il regno del dio Saturno durante la mitica Età dell'oro, da lui stesso iniziata dopo la cacciata dall'Olimpo. 
Il dio fu prima spodestato dal figlio Giove ed esiliato in Italia, dove trovò rifugio nel Lazio e ivi pose il suo regno. La terra di Saturno fu identificata prima con il Lazio e poi in generale con l'Italia, di cui lo stesso Saturno venne considerato primo re. 
Per Dionigi di Alicarnasso, "Saturnia" fu il nome con cui era nota la penisola Italiana ai popoli indigeni, mentre i Greci le diedero il nome di "Esperia". I poeti latini e Virgilio in particolare, celebrarono l'Italia come Saturnia tellus.